# Cylindromyia brunnea
Cylindromyia brunnea là một loài ruồi trong họ Tachinidae.